# Dypsis glabrescens
Dypsis glabrescens là loài thực vật có hoa thuộc họ Arecaceae. Loài này được (Becc.) Becc. mô tả khoa học đầu tiên năm 1912.